# Dragomiris quadricornutus
Dragomiris quadricornutus är en skalbaggsart som beskrevs av Pierre Émile Gounelle 1913. Dragomiris quadricornutus ingår i släktet Dragomiris och familjen långhorningar. Inga underarter finns listade i Catalogue of Life.